# آرافيند آكاش
آرافيند آكاش هو ممثل هندي، ولد في 30 نوفمبر 1976 بجالاندهار في الهند.

## وصلات خارجية
- آرافيند آكاش على موقع IMDb (الإنجليزية)
- آرافيند آكاش على موقع قاعدة بيانات الفيلم (الإنجليزية)